# Laura Mair
Laura Mair (* 3. Januar 2003) ist eine italienische Tennisspielerin.

## Karriere
Mair begann mit vier Jahren das Tennisspielen und spielt vorrangig auf der ITF Women’s World Tennis Tour, wo sie bislang einen Einzeltitel gewann.
Im August 2022 stand sie in Padua gegen Federica Bilardo das erste Mal im Endspiel eines ITF-Turniers, das sie aber gegen ihre Kontrahentin mit 2:6 und 1:6 verlor. Im April 2023 konnte sie ihren ersten Sieg bei dem mit 15.000 US-Dollar dotierten Turnier in Telde auf Gran Canaria feiern.

## Turniersiege

### Einzel
| Nr. | Datum          | Turnier | Kategorie | Belag | Finalgegnerin         | Ergebnis |
| --- | -------------- | ------- | --------- | ----- | --------------------- | -------- |
| 1.  | 16. April 2023 | Telde   | ITF W15   | Sand  | Oleksandra Oliynykova | 7:5, 6:2 |